# Xã Scovil, Quận Jones, Nam Dakota
Xã Scovil (tiếng Anh: Scovil Township) là một xã thuộc quận Jones, tiểu bang Nam Dakota, Hoa Kỳ. Năm 2010, dân số của xã này là 21 người.